# Teluk Pandak (Tebo Tengah)
Teluk Pandak is een bestuurslaag in het regentschap Tebo van de provincie Jambi, Indonesië. Teluk Pandak telt 1256 inwoners (volkstelling 2010).